# Háromcikkely-vita
A háromcikkely-vita vagy háromfejezet-vita (görögül: tria kephalaia [τρία κεφάλαια]; latinul: tria capitula) azon egyházi viszálykodás, amely Justinianus császár által 544-ben kiadott, három pontból álló rendelete miatt ütött ki. A rendelet Mopszuesztiai Theodórosz személyét és iratait, Küroszi Theodorétosz Alexandriai Kürillosz elleni iratait, Ibasz püspöknek a perzsa Mari püspökhöz írott levelét, és függelékül még a khalkédóni zsinat ellenzőit anatémával sújtotta. Az antikhalkedóni egyházak ugyanis sokszor azzal vádolták meg a kalkhédóni hitvallás követőit, hogy azok valójában egy hiten vannak az nesztoriánus eretnekekkel. Ezt a híresztelést akarták megakadályozni a császár tanácsadói.
A vitába belevonták Vigilius és Pelagius pápákat, és javarészt e miatt tartották a második konstantinápolyi zsinatot. A Constitutumot Vigilius pápa terjesztette a császár elé, amelyben véleményét és egyben egyet nem értését fejezte ki a császár ediktumával, amelyben az ellenzékieket kirekesztette. Utóda, Pelagius azután fogadta el a döntést, hogy Vigilius még 554-ben bekövetkező halála után Justinianus biztosította számára a pápai címet.